# ザック AS-6

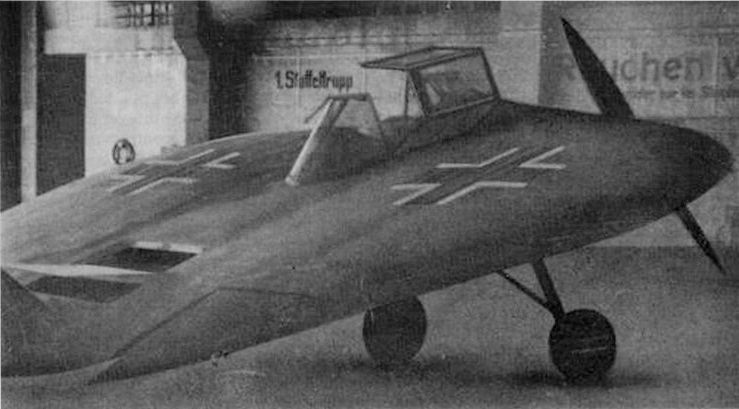
ザック AS-6 V-1

ザック AS-6 (Sack AS-6) は、1940年代にドイツで試作された円盤翼の飛行機である。

## 概要
ドイツの農民で飛行機モデラーのアルトゥール・ザック( Arthur Sack)は、1939年に動力付きモデル飛行機コンテストに自身の製作した円盤翼機の模型であるAS-1を出場させたところ、空軍大臣エルンスト・ウーデットの注目を得、継続して研究するための予算と、航空企業および軍の支援の確約を得ることに成功した。

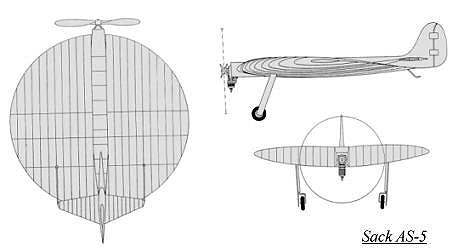
ザック AS-5 三面図

その後ザックはAS-2からAS-5まで4つのモデルを製作、機体のサイズは次第に大型化していき、ついには不時着したメッサーシュミット Bf109の部品などを利用して人が乗れる大きさの"A.S.6V-1"が1944年の1月に製作され、2月から軍のブランディス飛行場で試験が行われた。試作機は4月16日の3回目の滑走テストでジャンプに成功したが、短い翼巾のためプロペラのトルクに対抗できず、機体は傾いたままであり、安定した飛行が得られなかった。
1944年4月のテスト終了後、機体はブランディス飛行場の片隅に保管（事実上の放置）されていたが、1944年の夏には再びテスト飛行が試みられている。しかし、これは着陸装置の損傷により失敗に終わり、その後も記録が残されている範囲では飛行テストは全て失敗に終わっており、極めて短いジャンプに数回成功したのみである。その後、再度保管された機体は1944年の末から翌1945年の初頭にかけて連合軍の空襲で破壊された。
ブランディス飛行場は1945年4月に連合軍が進駐し、飛行場の機材は全て接収されたが、AS-6は残骸状態のものとしてすらも発見されていない。このため、前述の空襲で破壊された機体の部材は別用途に転用されて消費されたものと見られている。

## スペック
- 構造：合板外皮木製構造

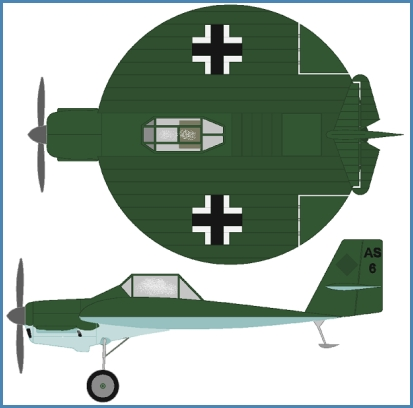
ザック AS-6 V-1

- 動力：空冷倒立V8 Argus As 10C-3, 240 hp
- 翼巾：5 m
- 翼面積：19,62 m2
- 全長：6.4 m
- 全高：2.56 m
- 最大離陸重量：900 kg

## 参照元
- “Kreisflügler Sack AS 6/V1 – der „fliegende Bierdeckel“” (PDF) (ドイツ語). ADL.   Arbeitsgemeinschaft Deutsche Luftfahrthistorik (1998年). 2019年2月2日閲覧。